# Nemotelus exsul
Nemotelus exsul är en tvåvingeart som beskrevs av James 1960. Nemotelus exsul ingår i släktet Nemotelus och familjen vapenflugor.
Artens utbredningsområde är Madagaskar. Inga underarter finns listade i Catalogue of Life.